# Naturschutzgebiet Judengrund
Das Naturschutzgebiet Judengrund mit einer Größe von 5,8 ha liegt südwestlich von Padberg im Stadtgebiet von Marsberg im Hochsauerlandkreis. Das Gebiet wurde 2001 mit dem Landschaftsplan Hoppecketal durch den Hochsauerlandkreis als Naturschutzgebiet (NSG) ausgewiesen. Das NSG gehört seit 2023 zum Vogelschutzgebiet Diemel- und Hoppecketal mit angrenzenden Wäldern.

## Gebietsbeschreibung
Beim NSG handelt es sich um einen Buchenwaldbereich auf Diabas-Untergrund und westlichen Bereich schließen sich Fichten-, Schwarz- und Grauerlenbestände an. Einige Buchen sind mehrstämmig und gedreht, was auf eine ehemalige Niederwaldnutzung hinweist. Im Wald gibt es kleinflächig Felsen und Blockschutthalden. Die baumfreien Blockschutthalden wurden bei Ausweisung von blütenreichen Magerrasen besiedelt.
Der Landschaftsplan führt zum NSG aus: "Das Gebiet ist durch seine strukturelle Vielfalt und insbesondere durch die artreichen Blockschutthalden ein wichtiger Rückzugsraum für die Lebensgemeinschaften der trocken-warmen Standorte. Übergeordnetes Schutzziel ist die Verhinderung der Verbuschung der offenen Magerrasen."

## Schutzzweck
Das NSG soll den dortigen Wald und Magerrasen schützen. Wie bei allen Naturschutzgebieten in Deutschland wurde in der Schutzausweisung darauf hingewiesen, dass das Gebiet „wegen der Seltenheit, besonderen Eigenart und Schönheit des Gebietes“ zum Naturschutzgebiet wurde.